# 臺灣自行車道列表

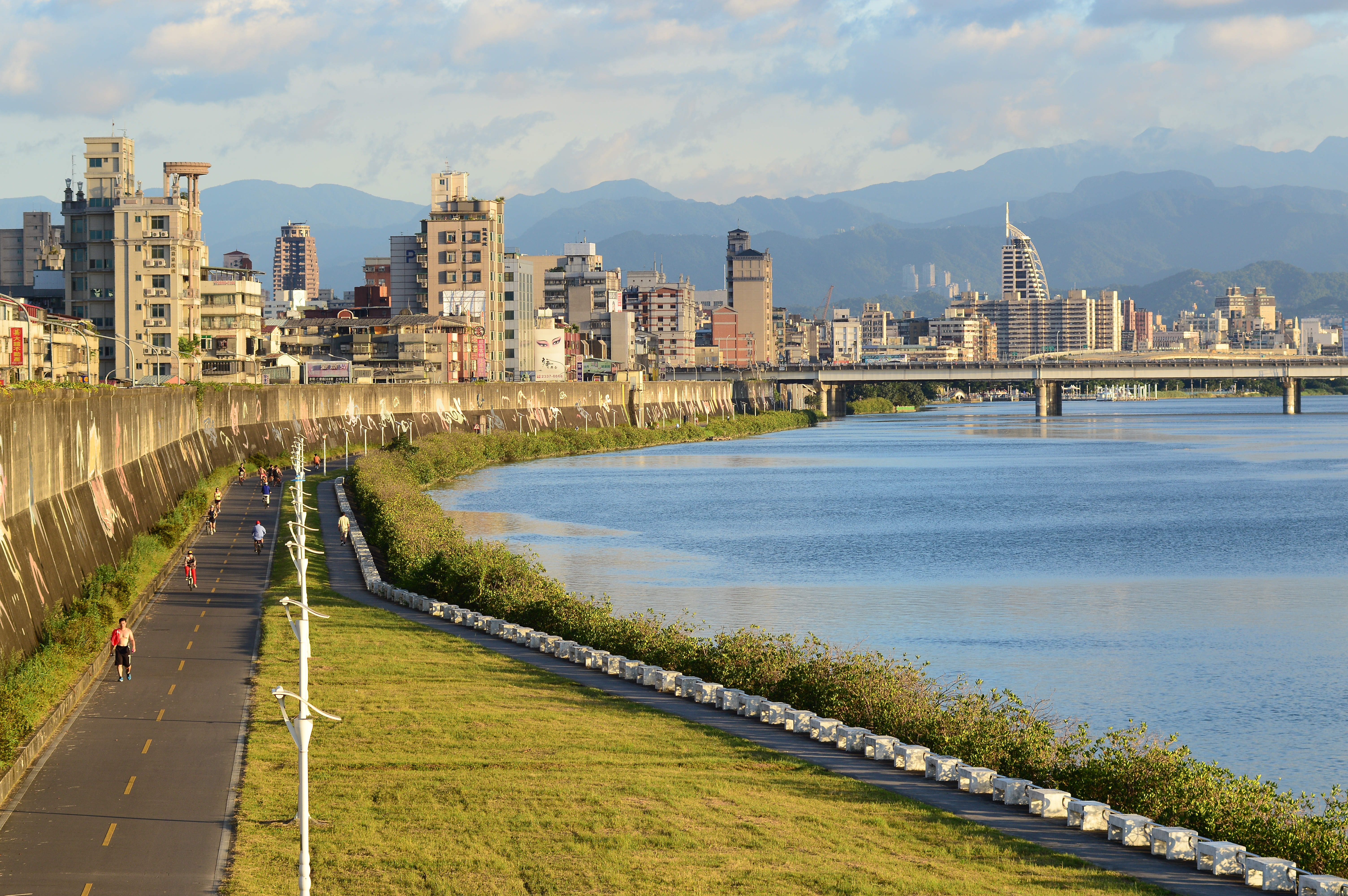
臺北迪化公園堤外自行車道

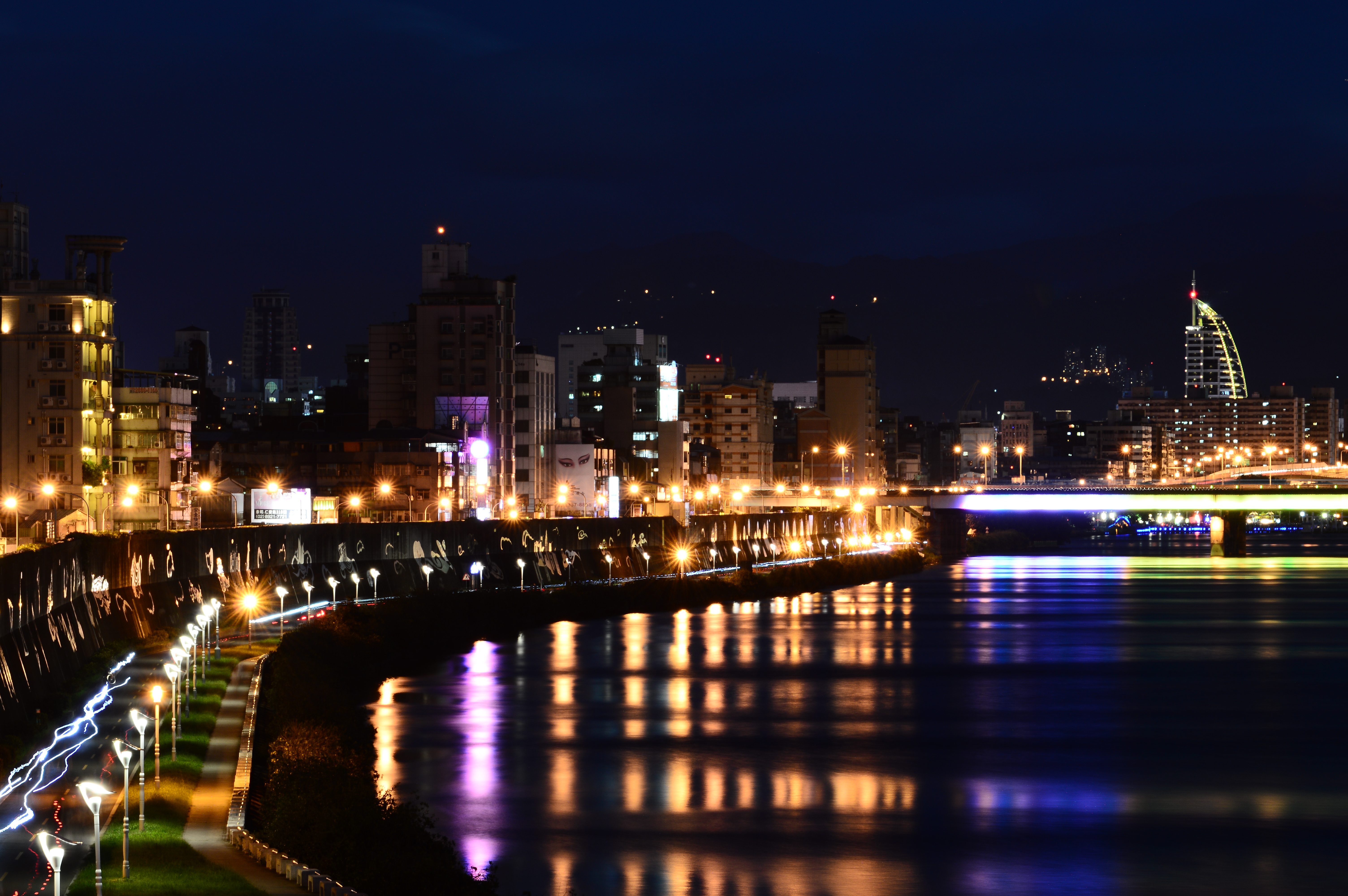
臺北迪化公園堤外自行車道(夜)

臺灣自行車道的完整與普及，也是寂寞星球旅遊雜誌將臺灣選為2012年最佳旅遊國的原因之一。
2012年11月，經濟建設委員會委員會議通過投入十二億元，加強連結縣市交界處的自行車「斷鏈帶」，預計2016年打造出臺灣的「自行車國道」。 
體委會運動設施處長葉丁鵬表示，如要串連北、中、南、東既有自行車道，估計需要另外新建四百七十公里車道，希望把已有的大海線、小山線連起來。
1. ↑  .   [2012-11-20]. （原始内容存档于2012-11-27）.